# Toyota Proace Max
Toyota Proace Max – samochód osobowo-dostawczy klasy wyższej produkowany pod japońską marką Toyota od 2024 roku.

## Historia i opis modelu

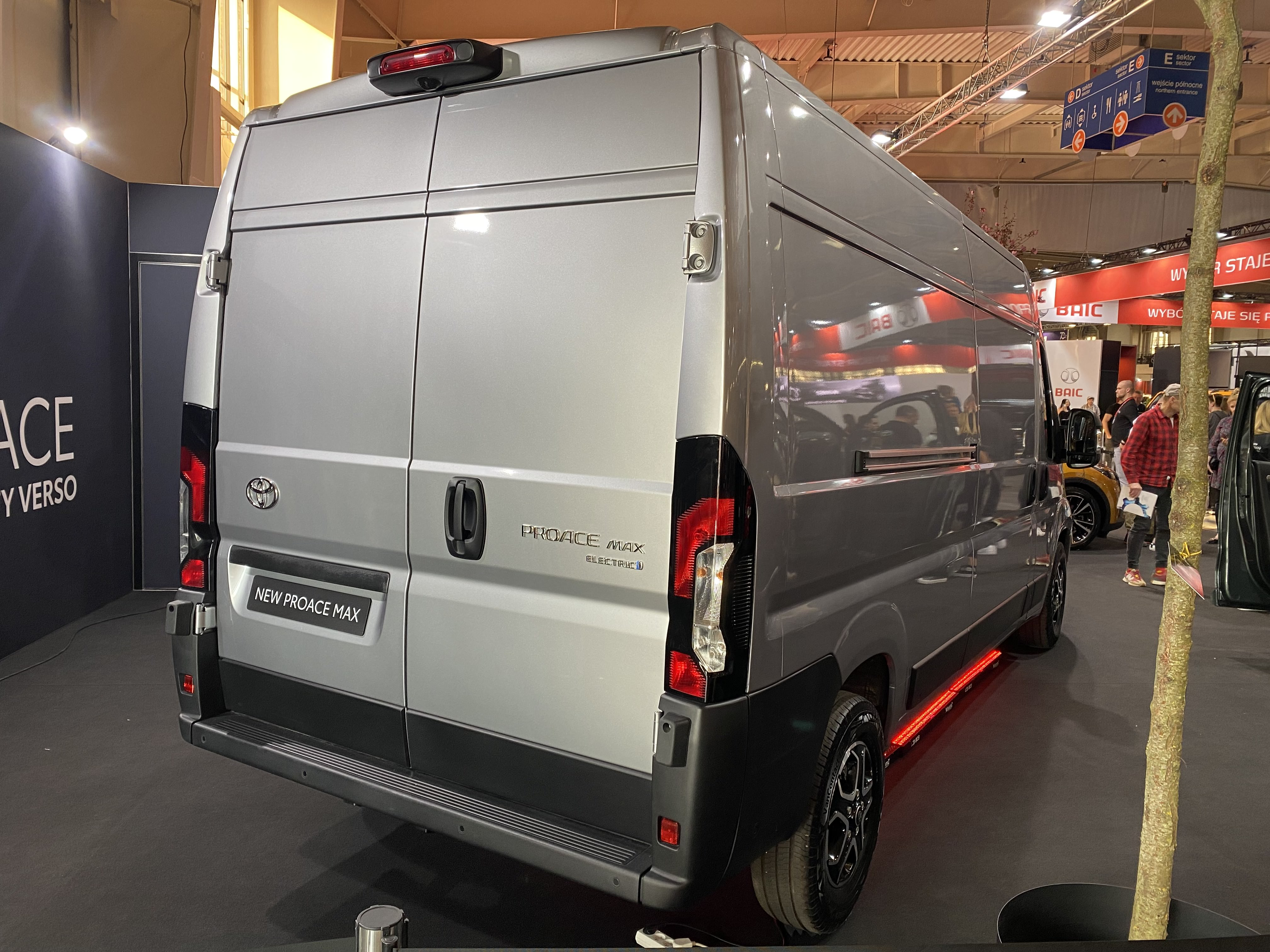
Toyota Proace Max Electric - tył

Na przełomie maja i czerwca 2022 roku Toyota przedstawiła plany poszerzenia gamy swoich samochodów dostawczych na rynku europejskim o trzeci, największy model. Podobnie jak mniejsze konstrukcje, powstał on jako rezultat zainicjowanej w 2012 roku współpracy z koncernem Stellantis. Oficjalna prezentacja Toyoty Proace Max odbyła się półtora roku później, w listopadzie 2023 roku.
Samochód powstał jako bliźniacza konstrukcja wobec obecnych wówczas na rynku od 18 lat modeli Citroën Jumper, Fiat Ducato, Peugeot Boxer, a także przedstawionego w 2021 roku Opla/Vauxhalla Movano. Model Toyoty otrzymał minimalne różnice wizualne, odróżniając się głównie stylizacją przedniego zderzaka. Logo umieszczono na jego górnej krawędzi, zastosowano więcej paneli w kolorze nadwozia, a także inaczej ukształtowano osłonę chłodnicy. Bez zmian zaadaptowano wystrój kabiny pasażerskiej, który w ramach debiutujących równolegle zmodernizowanych odpowiedników koncernu Stellantis odszedł od projektu z 2006 roku i zyskał nowocześniejszy wystrój, na czele z centralnym, dotykowym ekranem systemu multimedialnego o przekątnej 10 cali.
Toyota zdecydowała się zaoferować okrojoną gamę długości nadwozia oraz rozstawów osi, przewidując dla tych parametrów odpowiednio trzy oraz dwie konfiguracje do wyboru. Znacznie mniejsza wobec modeli Stellantis stała się także gama silnikowa, którą utworzyły wyłącznie dwie jednostki wysokoprężne o pojemności 2,2 litra oraz mocy 120 lub 180 KM. Wśród dostępnych przekładni znalazła się 6-biegowa manualna lub 8-biegowa automatyczna.

### Proace Max Electric
Równolegle z wersją z silnikami wysokoprężnymi do sprzedaży trafiła także w pełni elektryczna Toyota Proace Max Electric. Otrzymała ona układ napędowy o mocy 270 KM i 410 Nm maksymalnego momentu obrotowego, oferując przy tym do 420 kilometrów zasięgu na jednym ładowaniu według pomiaru wykonanego w europejskiej normie WLTP.

### Sprzedaż
Toyota przewidziała model Proace Max wyłącznie dla rynku europejskiego, mając przy jego pomocy ułatwić zostanie szóstym największym sprzedawcą samochodów dostawczych w tym regionie w połowie trzeciej dekady XXI wieku. Podobnie jak konstrukcje marek koncernu Stellantis, produkcja Toyoty Proace Max została ulokowana w dwóch zakładach: w Atessie oraz Gliwicach. W pierwszej kolejności rozpoczęto wytwarzanie modelu we Włoszech w drugiej połowie stycznia 2024.

### Silniki
Wysokoprężne:
- R4 2.2l 120 KM
- R4 2.2l 180 KM